# По дяволите красавците
По дяволите красавците (на испански: Al diablo con los guapos) е мексиканска теленовела, режисирана от Серхио Катаньо и Алехандро Гамбоа и продуцирана от Анджели Несма за Телевиса през 2007-2008 г. Адаптация е на аржентинската теленовела Дивият ангел, създадена от Енрике Торес.
В главните роли са Алисън Лос и Еухенио Силер, а в отрицателните - Сесар Евора, Лаура Флорес, Андрес Суно, Марко Муньос, Таня Васкес и Ариадне Диас. Специално участие взема първата актриса Алисия Родригес.

## Сюжет
Милагрос е момиче на 18-годишна възраст, което напуска манастира, където е отгледана, намирайки работа при Рехина Белмонте, матриарха на семейната компания. Рехина съчувства на Милагрос, но не и семейството ѝ.
Синът на Констансио Белмонте, Алехандро, се интересува от Милагрос заради пленяващия ѝ дух. Малко по малко, покрай работата, двамата започват да се срещат, въпреки че Милагрос отказва да го приеме. Тя е запозната с репутацията му на женкар и мисли, че ще бъде изоставена като майка си. Освен това Алехандро е вече сгоден.
Констансио Белмонте, синът на Рехина, ненавижда семейството си и дори не се опитва да прикрива това чувство. Ососбена ненавист изпитва към съпругата си Лусияна, тъй като навремето баща му го задължава да се ожени за нея, като така го разделя от Росарио, любовта на живота му. Докато са били заедно, тя е очаквала дете от него, но изчезва, без да остави следа. Научавайки за това, Констансио не се опитва да намери детето си, което се оказва Милагрос.
Андреа, годеницата на Алехандро, го иска само заради парите му, като в същото време има афера с Констансио, за когото казва, че обича. Уго, братовчедът на Алехандро, е влюбен в Милагрос и рисува нейни портрети, на които се възхищава; той се преструва, че си е наранил крака, за да бъде близо до Милагрос, като по-късно ѝ признава за чувствата си.
След известно време Алехандро и Милагрос признават за чувствата си. Андреа и Уго започват да кроят планове, за да ги разделят. Алехандро се среща с Флоренсия, дъщеря на бизнес партньора на баща му. Двамата се харесват и започват да излизат, докато Алехандро изпитва още чувства към Милагрос. Когато това се случва, тя започва да ревнува и да иска да развали връзката им. В крайна сметка, Алехандро обича Милагрос и двамата започват да правят планове за брак. Тогава се намесва Лусияна, като казва на Милагрос, че баща ѝ е Констансио.
Милагрос се омъжва за Уго, а Алехандро се жени за Флоренсия, с която имат момиченце, Росарио. В брака на Алехандро възникват множество проблеми и двамата съпрузи са нещастни. Същото се случва и с брака на Милагрос, тъй като Уго иска да го обича, но това е невъзможно, тъй като тя обича Алехандро. Тогава Уго започва да ѝ изневерява с прислужницата Карла. Когато разбират, че не са брат и сестра, Милагрос и Алехандро започват романса си отначало.
Накрая Уго дава развод на Милагрос, а Флоренсия напуска Алехандро, оставйки го с дъщеря им. Росарио, майката на Милагрос, се завръща и всички остават изненадани, тъй като са я смятали за мъртва през всичките тези години.
След известно време, Алехандро и Милагрос се женят, а Карла се омъжва за Уго. Минават години, а двойките имат вече деца и внуци. В последната сцена на плажа са Алехандро и Милагрос, които са вече в преклонна възраст, като си спомнят онзи следобед, в който са правили любов, на същия този плаж, и двамата умират заедно.

## Актьори
Част от актьорския състав:
- Алисън Лос - Милагрос Белмонте Рамос
- Еухенио Силер - Алехандро Белмонте Аранго
- Сесар Евора - Констансио Белмонте Ласкурайн
- Лаура Флорес - Лусияна Аранго де Белмонте
- Алисия Родригес - Рехина Ласкурайн вдовица де Белмонте
- Марко Муньос - Дамян Аранго
- Моника Санчес - Росарио Рамос #1
- Марибел Гуардия - Росарио Рамос #2 / Росея Ди Яно
- Мигел Писаро - Браулио Рамос
- Таня Васкес - Андреа Кастийо Рикелме
- Андрес Суно - Уго Аранго Тамайо
- Ариадне Диас - Флоренсия Ечавария
- Алтаир Харабо - Валерия Белмонте Аранго
- Рикардо Маргалев - Рикардо Хуарес
- Летисия Пердигон - Сокоро Луна / Ампаро Родригес
- Хосе Луис Кордеро „Почоло“ - Орасио
- Роберто Вандер - Нестор Миранда
- Мишел Рамалия - Аделина
- Маргарита Маганя - Карла Луна
- Шейла - Сестра Каталина / Макарена
- Карлос Кобос - Отец Мануел
- Рафаел Леон де лос Кобос - Роберто Сендерос
- Дасия Гонсалес - Майка игуменка
- Лус Мария Херес - Милена де Сендерос
- Алфонсо Итуралде - Еухенио Сендерос
- Фабиан Роблес - Ригоберто
- Густаво Рохо - Ернесто Робледо
- Едуардо Линян - Армандо Калвийо
- Айтор Итуриос - Матео Робледо
- Мишел Виет - Пилар
- Клаудио Баес - Франсоа
- Андреа Гарсия - Сулема
- Жаклин Бракамонтес - Кандида Моралес Алкалде

## Премиера
Премиерата на По дяволите красавците е на 8 октомври 2007 г. по Canal de las Estrellas. Последният 175. епизод е излъчен на 6 юни 2008 г.

## Връзка сГлупачките не отиват на небето
Между По дяволите красавците и Глупачките не отиват на небето съществуват общи сцени, излъчени и в двете теленовели. Сцените с духовната рехабилитация на Лусияна, която е отведена от Милагрос в клиниката за вътрешна красота на Кандида.

## Награди и номинации
- Награди TVyNovelas (2009)

| Категория                 | Личност                    | Резултат   |
| ------------------------- | -------------------------- | ---------- |
| Най-добра теленовела      | Анджели Несма              | Номинирана |
| Най-добра първа актриса   | Дасия Гонсалес             | Номинирана |
| Най-добра млада актриса   | Алисън Лос                 | Номинирана |
| Най-добър млад актьор     | Еухенио Силер              | Номиниран  |
| Най-добро женско откритие | Алтаир Харабо              | Номинирана |
| Най-добро мъжко откритие  | Рикардо Маргалев           | Номиниран  |
| Най-добър оператор        | Клаудио Лара Армандо Сафра | Номинирани |

- Награди Fama (САЩ) 2008

| Категория                          | Личност     | Резултат |
| ---------------------------------- | ----------- | -------- |
| Най-добър актьор в поддържаща роля | Андрес Суно | Печели   |

- Награди TVGrama (Чили) 2008

| Категория                         | Личност              | Резултат |
| --------------------------------- | -------------------- | -------- |
| Най-добра чуждестранна теленовела | Анджели Несма Медина | Печели   |

## Версии
- По дяволите красавците е римейк на аржентинската теленовела Дивият ангел от 1998-1999 г., продуцирана Telefe, с участието на Наталия Орейро и Факундо Арана.
- В периода 2001-2003 г. португалският канал Televisão Independente създава римейка Anjo Selvagem, с участието на Паула Невес и Хосе Карлос Перейра.
- През 2012 г. Imizu Producciones създава перуанската теленовела La Tayson, corazón rebelde, с участието на Ванеса Теркес и Джейсън Дей дел Солар.